# Jefim Bumażny
Jefim Osipowicz Bumażny (ros. Ефим Осипович Бумажный, ur. 1894 w miasteczku Bogopol w guberni podolskiej, zm. ?) – radziecki działacz partyjny i związkowy.

## Życiorys
Studiował w Moskiewskim Instytucie Komercyjnym, od lutego 1917 członek SDPRR(b), agitator rejonowego komitetu SDPRR(b) w Moskwie, 1918 członek Kolegium Ludowego Komisariatu Pracy RFSRR, 1919 członek Uralskiego Biura RKP(b), 1920 pracownik Głównego Zarządu Politycznego Komunikacji Drogowej. Od września 1920 członek KC Związku Transportu Kolejowego i Wodnego, 1921 pełnomocnik Wszechzwiązkowej Centralnej Rady Związków Zawodowych na Południowym Wschodzie, członek Prezydium Najwyższej Rady Gospodarki Narodowej RFSRR i członek Prezydium Państwowej Komisji Planowania przy Radzie Pracy i Obrony RFSRR. 1922-1923 sekretarz odpowiedzialny briańskiego gubernialnego komitetu RKP(b), od 25 kwietnia 1923 do 18 grudnia 1925 członek Centralnej Komisji Kontrolnej RKP(b), 1924 pracownik moskiewskiego gubernialnego komitetu RKP(b), od lipca 1926 do maja 1928 zastępca kierownika Wydziału Prasy KC WKP(b).